# El Marañón
El Marañón è un comune (corregimiento) della Repubblica di Panama situato nel distretto di Soná, provincia di Veraguas. Si estende su una superficie di 114,2 km² e conta una popolazione di 2.322 abitanti (censimento 2010).